# Couvent des Bénédictins anglais
Le couvent des Bénédictins anglais  est un ancien monastère parisien fermé en 1793 dont les bâtiments préservés abritent actuellement l’école de musique Schola Cantorum au 269, rue Saint-Jacques.

## Historique
Une communauté de six bénédictins anglais de l’abbaye de Westminster, fuyant les persécutions que subissent les catholiques, venue en France en 1615, s’installe en 1640 dans trois maisons achetées par le père Gabriel Gifford, archevêque de Reims. Les religieux soutenus par Anne d’Autriche rachètent ces bâtiments en 1651, en font construire d'autres de 1674 à 1677. L'église dédiée à saint Edmond, dont la première pierre est posée le 29 mai 1674 par Marie-Louise d'Orléans, est achevée en 1674.
Le roi catholique exilé d’Angleterre Jacques II y résida et y fut enterré en 1701 dans une chapelle attenante à l'église. Ses enfants et plusieurs membres de sa famille y reposèrent à ses côtés.
Le monastère, prospère au XVIIIe siècle, est le refuge des Stuarts et des aristocrates catholiques anglais. Le tombeau de Jacques II est un lieu de pèlerinage. Le couvent est également le point de départ de missions en Angleterre.
Le monastère  est fermé en 1793, les religieux étant considérés comme ennemis de la République, et la sépulture de Jacques II est profanée. Les locaux sont utilisés comme prison puis sont mis en vente comme bien national mais le prix n’ayant pas été payé par l’acquéreur, les immeubles restent disponibles et sont remis en 1803 à un institut britannique réunissant les bénédictins anglais, le séminaire irlandais et le collège écossais. Depuis cette date, l'abbaye reste la propriété des « évêques catholiques de la nation anglaise » sous la tutelle de l'État français.
Au cours du XIXe siècle, les bâtiments furent utilisés successivement par une manufacture de coton, par l'École polytechnique, par une école de Marine et par diverses institutions religieuses. La Schola Cantorum est installée dans l’ancien couvent depuis 1903,.

## Architecture
Le petit pavillon bas à gauche, donnant sur rue, date de 1785. Cette construction est le premier élément d’un projet de reconstruction du couvent du prieur Walker qui ne put être poursuivi en raison des évènements.
Le bâtiment parallèle à la rue dans la première cour est celui de l'ancienne chapelle établie au premier étage. Le portail à colonnes corinthiennes donnait accès par un escalier extérieur disparu à un petit oratoire à pilastres où était exposé le tombeau de Jacques II. La salle de concert se trouve à l’intérieur de la chapelle qui a été aménagée en plusieurs niveaux pour les besoins de l’école de musique sous la voute cintrée qui subsiste au niveau supérieur.
La deuxième cour derrière l'église est entourée de deux bâtiments perpendiculaires à celle-ci. Celui du nord date du XVIIe siècle, l’autre est un pavillon de style rocaille construit sous Louis XV par l’architecte Claude-Louis d'Aviler. La façade comporte des mascarons sculptés et des appuis de fenêtre en ferronnerie exceptionnels. À l’intérieur, un escalier avec une rampe en fer forgé donne accès à un salon de style Louis XV avec des boiseries, une cheminée de marbre, un des plus beaux de ce type conservé à Paris.
L’ensemble est inscrit aux monuments historiques depuis 1961,.

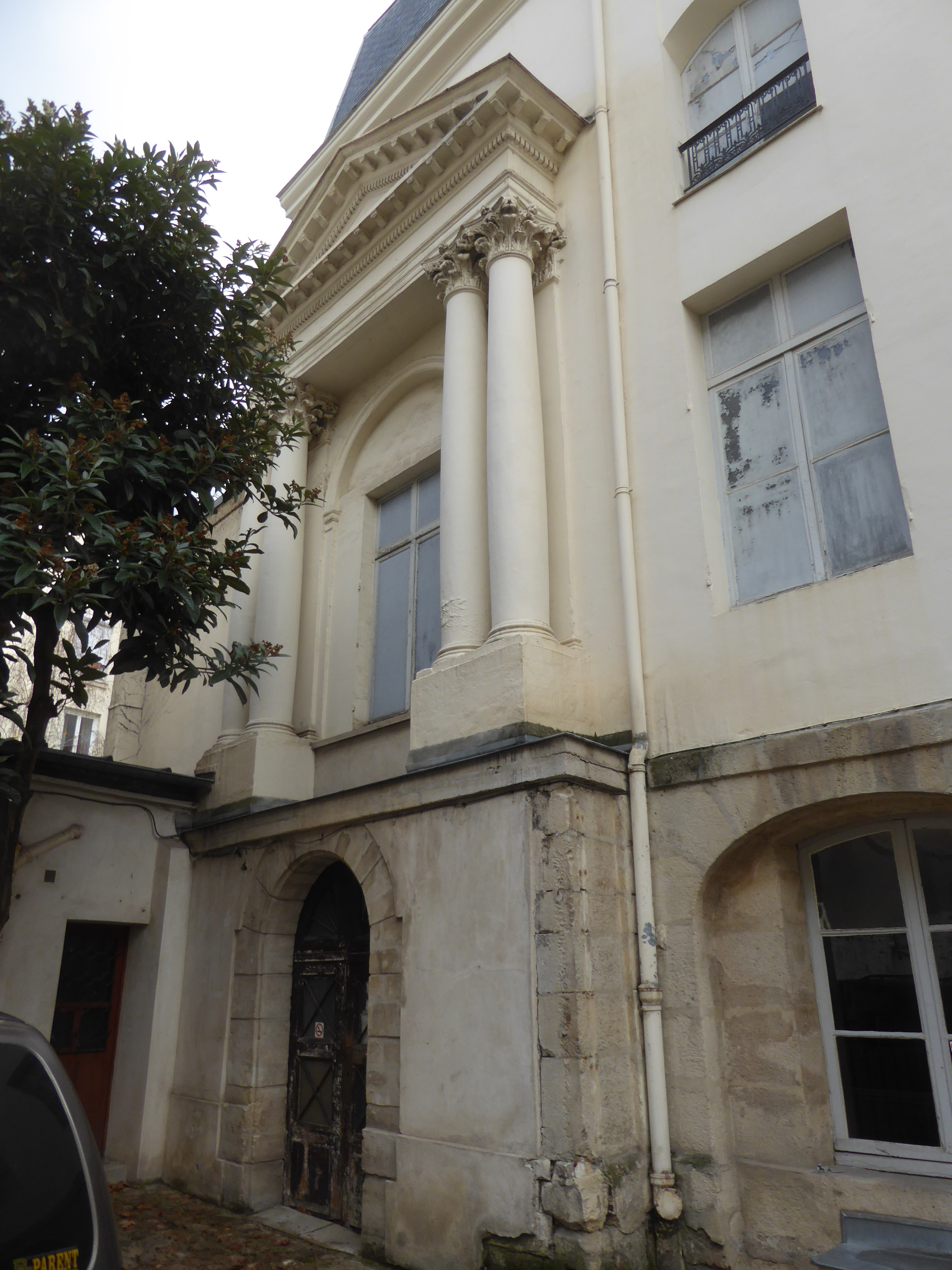
Portail de la chapelle.
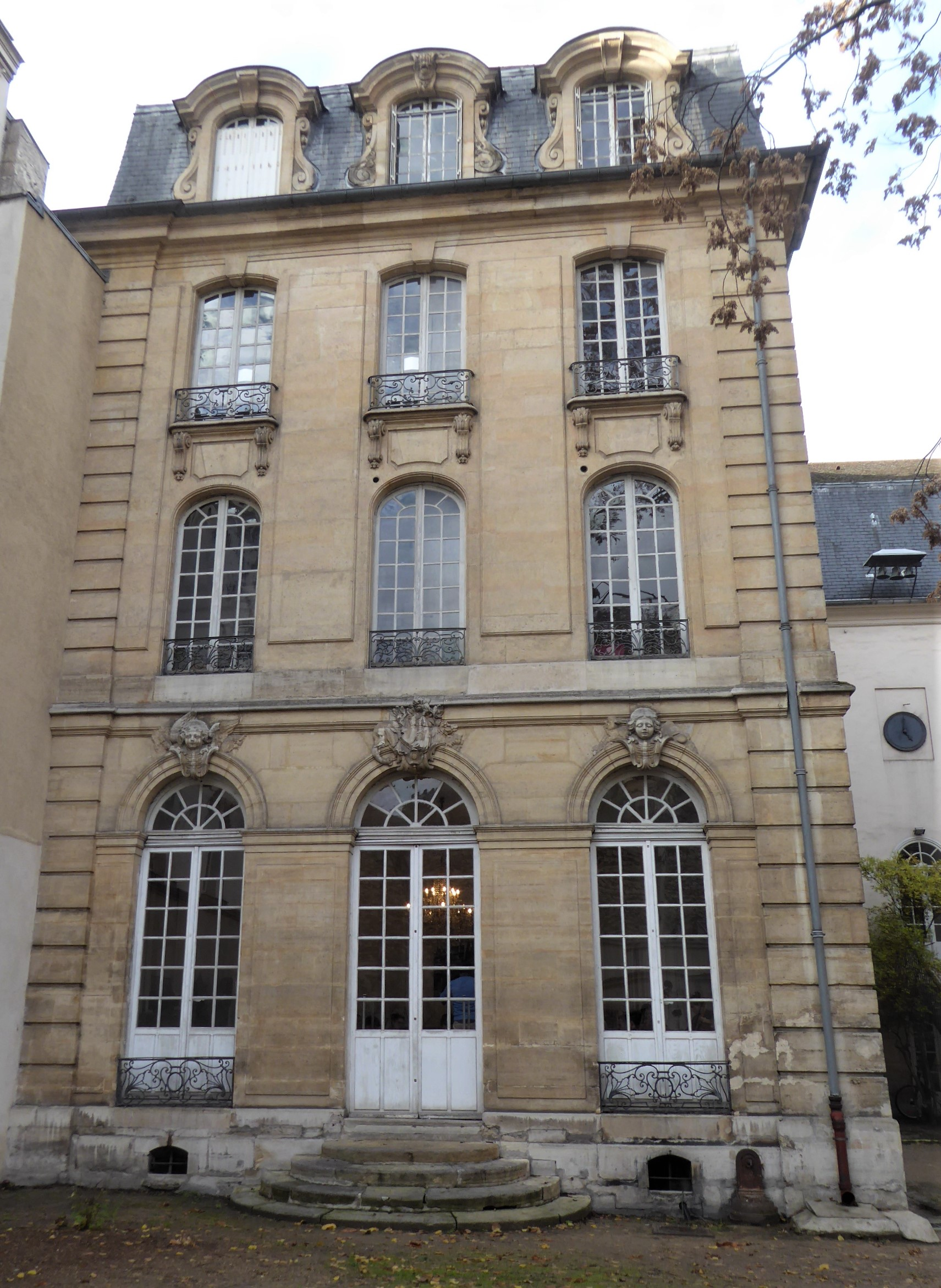
Pavillon Louis XV.
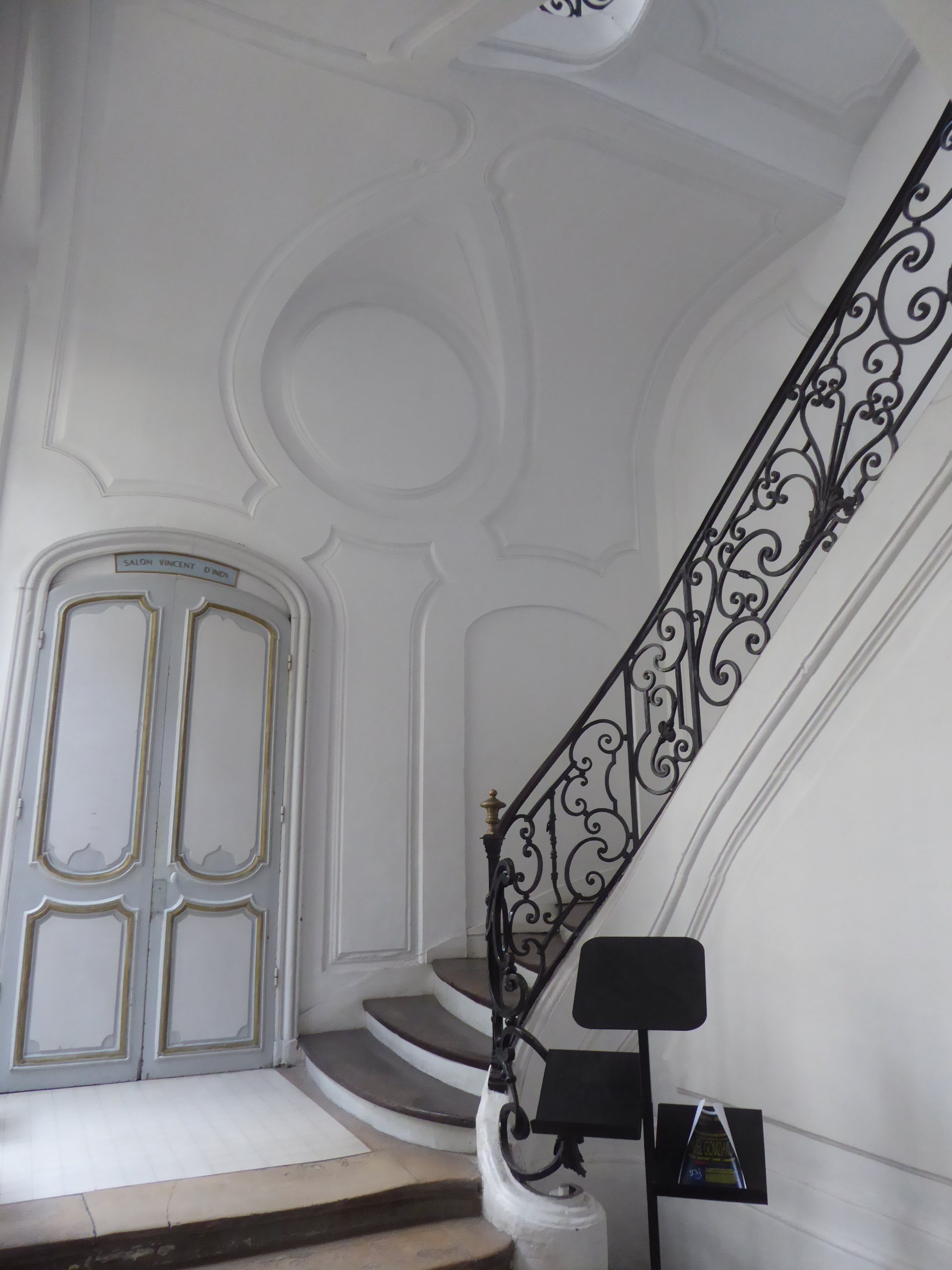
Grand escalier Louis XV.
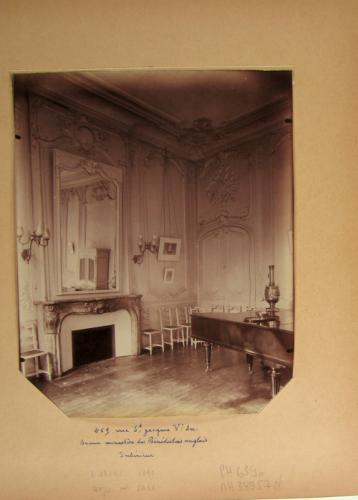
Salon Louis XV (photo Eugène Atget).